# Янгикент (Дагестан)
Янгике́нт (кум. Янгыгент — «новое село») — село в Кайтагском районе Республики Дагестан.
Административный центр муниципального образования сельское поселение «Янгикентский сельсовет». Центр одноимённого сельсовета с 1921 года.

## География
Селение расположено в 10 км к северу от районного центра — Маджалис, на левом берегу реки Янгичай. В 2 км к северу от села находится гора Яшкент-теки (542 м), а в 6 км к западу — гора Шахтепе (1224 м). 

## История
Дата снования сел.Янгикент неизвестна, но первые упоминания о нем 1640 г. Когда янгикентцы истребили маджалисскую линию уцмиев. Изначально село было основано узденями и назвало его Янгикентом в дальнейшем в село подселялись кровники и чагары из разных областей из разных народов. 
основание Маджалис приписывают Султан-Ахмет уцмию, умершему в конце XVI (1587г) в. Есть основание предполагать, что селения Янгикент и Туманляр имели такое же основание, ибо большинство жителей первого составляют евреи и мусульмане, происходящие от чагар, поселенных уцмиями; впрочем, поверенные от жителей этого селения показали, что до поселения евреев и чагар селение это уже существовало и большинство мусульманского населения считается по происхождению от узденей. 
Профессор Расул Магомедов писал: «Село Янгикент трижды сжигалось: в 1277 году, 1818 году и 1877 г., столько же раз восстанавливалось, чтобы каждый раз называться Янгикентом». Большая часть жителей считается по происхождению терекеменцами. Также в селе проживали горские евреи. По преданию, после основания Маджалиса, в конце XVI века, евреи из Дерей Гъэте постепенно переселились в новое село. Позднее часть из них перебралась в селение Янгикент, которое горские евреи называют Нюгеди (гор.-евр. Нуьг дигь — «новое село», калька с кумыкского названия). Первоначально селение исполняло функции загородной резиденции живущих в Башлы феодалов уцмийского дома.

### Междоусобная война в Кайтагском уцмийстве в 1645-1646 годах
С 1580-х годов обособилась янгикентская ветвь династии уцмиев. В 1609 году уцмий Рустам-хан захватил власть в Кайтаге, убив своего старшего брата уцмия Амир-Хамзу. Тем временем сыну его брата — Амирхан-Султану, удалось бежать в Иран. Там он стал сторонником шаха и принял второе имя — Аббас Кули-хан («раб Аббаса»). Спустя 30 лет после его бегства из Кайтага, иранские власти решили осуществить через него свои планы относительно уцмийства. Он был не против использовать возможность реванша и отомстить дяде за смерть своего отца. В 1638 году в связи с угрозой со стороны сефевидского Ирана «..Кайтагский правитель уцмий Рустам-хан, став сторонником Турецкой империи, предпринял шаги, направленные к тому, чтобы вывести дагестанцев из повиновения шаху Сафи. В противовес растущему влиянию уцмия Рустам-хана, иранские власти «поддержали и подкрепили Сурхай-мирзу, сына Эльдар-шамхала, назначив его шамхалом, признанным в этом звании и русским старцем Михаилом Федоровичем». В 1642 году шах Сефи I, незадолго до своей смерти, собирался послать на уцмия войско. Аббас II, вставший у власти в Персии, продолжал экспансионистскую политику своего предшественника в отношении Дагестана. В 1645 году он начал вытеснять русские войска с Северного Кавказа и разжигать феодальные междоусобицы в Дагестане. Шах открыто вмешивался во внутренние дела уцмийства, используя борьбу за власть в Кайтаге между янгикентской и маджалисской линиями этой династии. В 1645 году Амирхан-Султан с помощью войск шаха Аббаса II вторгся в уцмийство, но был разбит Рустам-ханом и бежал. После этого он связался с шахом, который отправил новое войско.
Амирхан-Султану удалось разбить Рустам-хана и провозгласить себя уцмием. Рустам-хан отступил в Верхний Кайтаг: в Кубачи, потом в Кала-Корейш. К концу 1646 года война в Кайтаге пошла на спад. В декабре 1646 года князь Кафыр-Кумуха — Умлахад рассказывал, что когда он прибыл в Башлы, там было и иранское войско, готовящееся в поход в горы против Рустам-хана, но тут «прежний уцмий с нынешним помирился», после этого Амирхан-Султан и Рустам-хан обменялись заложниками. Кайтагские уцмии разделились на две линии. Старшая из них находилась в Маджалисе, младшая — в Янгикенте. «Из этих двух линий старшие и способнейшие в роде поочередно получали достоинство уцмия». Кто становился уцмием, тот должен был со своей семьёй выезжать и поселяться в селении Башлы, где и выполнял функции управления. Рустам-хан принадлежал к янгикенской ветви. Впоследствии, в XVII веке янгикентская ветвь вынудила представителей маджалиской ветви эмигрировать в Сефевидское государство (г. Куба).

### Военные действия в 1819–1822 годах
В 1818 году русские войска под командованием Пестеля после потерпели поражение в Башлынской битве и отступили. 5 октября 1819 года, князь Мадатов атаковал Башлы и вынудил защитников оставить его. Уцмий Адиль-хан отвёл своё войско в район села Маджалис, и получив подкрепление от акушинцев, укрепился в местности Самси, где сосредоточилось 4-тысячное войско. Не желая терять солдат при штурме, Мадатов пошел на Янгикент, который являлся резиденцией уцмия, рассчитывая, что Адиль-хан бросится её спасать. Расчёт оправдался: уцмий оставил укрепленную позицию и бросился к Янгикенту, на подходе к которому войско уцмия 22 октября было разбито, его дом был снесён, а селение полностью сожжено. Сам Адиль-хан бежал в Акушу, где ему было дано убежище.

Дагестанский военный союз стремительно разваливался под ударами русских штыков и пушек. При всей отваге горских воинов, при всём их боевом искусстве, тактика традиционных феодальных дружин и народного ополчения безнадежно отставала от передовой тактики русской армии, и в открытом бою разбить многочисленные ряды завоевателей горцам было невозможно. В октябре экспедиция генерала Мадатова штурмом взяла политические центры Кайтага — Башлыкент и Янгикент. Кайтагский правитель — уцми, бежал. Сам Кайтаг был подчинён прямому управлению российской администрации. А. Ермолов торжественно доложил Александру I:
«Начатое в прошлом году покорение Дагестана нынче завершено, и эта страна — гордая, воинственная и доселе никем не покоренная, пала к священным ногам Вашего Императорского величества».

### Газават 1877 года
Восстание 1877 года оставило трагический след в истории села. Во главе восставших в Кайтаго-Табасаранском округе, встал сын князя генерал-майора Джамав-бек Адиль-Уцмиева — Мехти-бек (Махти-Бий). Находясь на неприступной высоте под названием Капу-сырт, он с приближёнными уцмия оказали большое сопротивление царским войскам.
В начале октября 1877 года, старшины Башлы, понимая безнадёжность положения восставших и опасаясь мести со стороны царской администрации, отказали в поддержке Мехти-беку. Он отступил в Янги-Кент, где и развернулась финальная битва ополченцев с колониальными войсками Российской империи.
После того как штурм села захлебнулся, генерал подверг Янги-Кент нещадным бомбардировкам из поднятых на высоты артиллерийских орудий. В результате большая часть села была разрушена. 
Мехти-бек Уцмиев был вынужден с пятью наиболее преданными приверженцами восстания, прорываться в ночной неразберихе, вручив знамя борьбы — башлынцу Агаю Амирбекову. Он намеревался пробраться через персидские владения в Турцию с тем, чтобы вернуться на родину с новыми силами и продолжить свой личный «газават». Оставшиеся защитники «янгикентской твердыни», во главе с Хаджи-Мусой, вывесили над родовым замком уцмиев чёрное знамя священной войны, они отказались сдаться и отбили атаку противника ночью. Благодаря эффекту неожиданности им удалось вырваться из окружения. Мехти-беку с соратниками удалось с боем прорваться через плотное окружение русских и уйти через Табасаран в Кубинский уезд. Управитель канцелярии министра императорского двора В. Кривенко, основываясь, как он отмечает, на сведениях заимствованных из рукописных источников военных действий в ауле Янгикент, писал «Над всем селением господствовал громадный укрепленный замок Мехти-бека. После горячего обстреливания 4-го октября аул был занят, но замок еще держался. На предложение сдаться был получен отказ. Здание это окружили со всех сторон, и наши охотники пытались поджечь его, но меткие выстрелы засевших там трехсот горцев заставили отказаться от этой мысли. Ночью оставшиеся в живых защитники замка решили прорваться через нашу цепь, но принуждены были вернуться. Аул пылал. Окруженный заревом пожара, замок был ясно виден, и наша артиллерия снова возобновила огонь. С треском и грохотом рушились одна на другую постройки, укрепления, но защитники не сдавались; по-прежнему на крыше развевался черный флаг, как бы предупреждавший об отчаянной решимости мятежников умереть под грудами развалин своего убежища. На рассвете наши войска ворвались в дом Мехти и обезоружили оставшихся ещё в живых восемнадцать горцев». Махди ушёл через Табасаран в Кубинский уезд, откуда пытался пробраться в Османскую империю, но попал в засаду и будучи раненным в ногу был взят в плен. Скончался от ран в Дербентском госпитале.
В ходе карательной экспедиции 28 октября 1877 года, генерал Комаров разрушил восставшие Башлы, Янгикент, Шиляги, а также не участвовавший в восстании Маджалис, вешая здесь ни в чём не повинных людей с целью устрашения.
Бой у Янгикента (Журнал военных действий в южном Дагестане 1877г.)
ген-майор Комаров 27 сентября со своими карательным отрядом в составе 8 рот, 3 сотен дагестанского конного иррегулярного полка 2 сотен шуринской, одной сотни южной дагестанской милиции и сборной сотни жит дагес. сел.
28 сентября кайтайгский отряд занимает с. Джемикент, а 30 числа после ожесточенного боя вступает в Башлы в ночь на 3 октября аул Башлы пылает огнем.
Кайтагцы готовили отпор, для этого был выбран пункт с.Янгикент.
Все силы восставших горцев сосредоточилась у Янгикента.
Укрепившееся здесь горцы готовились к решительной схватке.
3 октября к 7 часам дня, Кайтагский отряд подходит к Янгикенту но путь оказалось не так легок.У входа в селение-описывает кн.Меликов-стояла выстроившись во фронт конная партия мятежников с тремя значками,все окрестные лесистые горы, по обеим сторонам ущелья,в котром находится Янгикент,были заняты отдельными кучками мятежников"
Сразу после прибытия отряда. ген.Комаров открыл сильный артеллерийский и оружейный огонь.Часть горцев, заняв удобные позиции и пункты, стала стрелять по наступающим правительственным войскам, а другая часть, отесненная со своих позиций, укрепилась в доме (замке) Мехти-бека. Впоследствии этот дом стал главной крепостью селения, откуда горцы сражали наступающие цепи правительственных войск. Дом Мехти бека. где засели горцы состоял из нескольких каменных построек, обнесенный-высокими стенами окружавших большой двор; на двух углах были устроены башни для фланговой обороны и во всех зданиях проделаны бойницы, так что он представлял собой довольно сильное укрепление, трудное с северной и западной стороны по крутости подъема на гору занятую им.
Перестрелка продолжалась. Мятежники тревожили отряд всю ночь, заняв вправо от бивака высокую гору (Караул-сирт) и направляя оттуда выстрелы по бивачным огням. К утру следующего дня, постепенно сбивая с занятых ими укрепленных позиций мятежников, ген. Комаров с остальными двигаясь в обход аула на высоты командующими Янгикентом, обогнув село с южной стороны, правительственные войска заняли почти весь гребень над Янгикентом, аул за исключением двух смежных домов недалеко от замка в котором еще держались 60 горцев, непрерывно перестреливавшихся с войсками, занимавшими горы. Горцы дрались буквально за каждую саклю, однако и здесь упорство скоро было сломлено. Вскоре оба эти дома были сожжены, а защитники их почти все были перебиты. После этого центром удара сделался замок Мехти-бека. взвод 5-й Батареи с дистанции 250 сажень начала громить замок Мехти пробить брешь оказалось не так леко, снаряды, пробивая стены рвались внутри двора, оставляя за собой небольшие круглые отверстия. Одновременно с бомбардировкой замка, шла почти безпрерывная перестрелка с горцами, собравшимися в лесной балке, выше селения и на высотах командующих биваком.
Наступала темнота. Часть восставших, во главе с Джафаром и Мехти-беком, прорвав цепи войск ушла в сторону Маджалиса за подмогой. В Янгикенте был оставлен Хаджи Муса Али с пятью сотнями вооруженных горцев, с приказанием защищаться до прибытия подкрепления. Помощь своевременно не была подана. При всем героизме восставшие не могли дальше удерживать сильный натиск войск, и 5 октября на рассвете укрепление было занято. Горцы чтобы не сдаться живыми кинулись в рукопашный бой и тут же погибли. Так кончилась эта Янгикентская трагедия.

## Археология
В селе имеются множество археологических памятников, как Янгикентское 1-е поселение X-XIV вв. на южной и юго-западной окраине села, Янгикентское 2-е поселение ранней бронзы, III тыс. до н.э. на левой террасе р. Янги-чай, в местности Ташляр. На правой стороне речки Янгичай, расположено городище эпохи раннего средневековья — Сенгер, аналогичное Шахсенгерскому, по системе укреплений, топографии и хронологии Сенгер имел вал, крепостные стены и башни.

## Население
| 1895  | 1926  | 1939 | 1970  | 1989  | 2002  | 2010  |
| ----- | ----- | ---- | ----- | ----- | ----- | ----- |
| 1612  | ↘1045 | ↘835 | ↗1109 | ↘1074 | ↗1161 | ↗1248 |
| 2021  |       |      |       |       |       |       |
| ↘1154 |       |      |       |       |       |       |

Национальный состав
По данным Всероссийской переписи населения 2021 года:
| Народ      | Численность, чел. | Доля от всего населения, % |
| ---------- | ----------------- | -------------------------- |
| кумыки     | 1109              | 96,10 %                    |
| даргинцы   | 36                | 3,12 %                     |
| другие     | 3                 | 0,26 %                     |
| не указано | 6                 | 0,52 %                     |
| всего      | 1154              | 100 %                      |

### Еврейский квартал
Председатель Южнодагестанской сословно-поземельной комиссии полковник Мадатов, в 1847 году в своём рапорте писал о янгикентских евреях — «… евреи отбывают бекам некоторые повинности работою, в числе которых главнейшая есть жатва хлеба, за что бек даёт им количество высеянного зерна и кормит во всё время работ. … Евреи имеют усадьбы, и некоторые из них (меньшинство) владеют незначительными участками земли, мюльками, образовавшимися из земель, расчищенных ими из-под леса или купленных у других поселян и беков. Общественными пахотными и покосными землями они не пользуются».
Согласно семейным спискам 1843 года, в селе проживало 125 горских евреев, из которых 66 были мужчинами и 59 женщинами. Всего насчитывалось 45 домов.
В 1866 году известный путешественник Иуда Чёрный, отмечал в Янгикенте 100 домов горских евреев. В том же году Илья Анисимов представил информацию о том, что в селе насчитывалось 103 дома горских евреев, состоящих из 360 мужчин и 324 женщин.
По посемейному списку 1886 года, в селе проживало 1620 человек, из которых 495 чел. (30,5 %) составляли горские евреи. По переписи населения 1926 года, в селе проживало 198 евреев. В послевоенное время, евреи в большинстве своём переселились в Дербент и Махачкалу.

## Известные уроженцы
- Мутаев Джамбулат — чемпион СССР по боксу.
- Адиль-Хан — один из последних уцмиев Кайтага.